# Osvaldo Salas
Pour les articles homonymes, voir Salas.
Osvaldo Salas, né le 29 mars 1914 à La Havane, mort le 5 mai 1992 à Cuba, est un photographe de presse cubain. Il a été l'un des photographes de la révolution cubaine. Il est fréquemment cité parmi les photographes ayant eu un rôle important dans la médiatisation de la révolution castriste, aux côtés d'Alberto Korda ou encore de son fils Roberto Salas, photographe officiel de Fidel Castro.

## Biographie
Osvaldo Salas est né le 29 mars 1914 à La Havane. En 1926, il entre à l'Escuela de Bellas Artes « San Alejandro » (es), formation qu'il ne termine pas.
Dans la mouvance révolutionnaire, il fuit Cuba et rejoint New York. En 1955, il vit dans le Bronx et gagne sa vie comme photographe. Fidel Castro, alors qu'il réalise une collecte de fonds pour soutenir la révolution cubaine, vient le solliciter pour réaliser une série de clichés pour illustrer la campagne d'affichage qui fait partie de la démarche.
En 1959, alors que Castro mène la révolution cubaine à bon terme, celui-ci l'appelle à Cuba. Osvaldo Salas, accompagné de son fils Roberto, alors âgé de 18 ans, fait le voyage. Il y devient le chef du département de la photographie du journal Revolución et couvrira pendant vingt-trois ans l'évolution de l'aventure cubaine.
Roberto Salas devient quant à lui l'un des photographes personnels de Fidel Castro.

### Carrière photographique
- 1947 - membre du club photographique « Inwood Cámara Club », quartier d'Inwood, New York.
- 1950 - cabinet photographique, 50e rue.
- 1950-1958 - photographe et collaborateur de presse pour différents journaux successifs :
  - La Prensa et El Diario (en), New York, États-Unis.
  - Visión, toujours à New York.
  - Clarín, Buenos Aires, Argentine.
  - Alerta et Bohemia, La Havane, Cuba.
  - Cinema Reporter, Mexico, Mexique.
  - Revista Depintura, Caracas, Venezuela.
- 1959-1962 - pour Revolución, journal révolutionnaire castriste édité à La Havane :
  - 1959-1960 - photographe et collaborateur de presse.
  - 1960-1962 - photographe et directeur du département photographie.
- 1961 - membre fondateur de la section photographie de l'UNEAC, Unión de Escritores y Artistas de Cuba (es) à La Havane.
- 1962-1963 - organisateur de l'exposition collective itinérante « 10 años de Revolución », qui voyagea à travers l'Europe et l'Asie.
- 1965 - photographe auprès de la section photographique du Ministère des Relations extérieures cubain (es).
- 1965-1986 - reporter-photographe pour Granma, La Havane, Cuba.
- 1982 - juré lors du XIe salon national de la propagande graphique (en espagnol : XIV Salón Nacional de la Propaganda Gráfica "26 de Julio"), et lors du salon DOR de Santa Clara à Cuba.
- 1986-1992 - photographe indépendant.

### Expositions personnelles
- 1965 - photographies. Galería de La Habana, La Havane, Cuba.
- 1965-1966 - photographies. Pyongyang, Corée du Nord ; Moscou, Union soviétique ; Maison de la culture cubaine, Prague, Tchécoslovaquie ; France.
- 1970 - « Columna Juvenil del Centenario ». Foyer Lénine, Prague, Tchécoslovaquie ; Moscou, Union soviétique ; Berlin-Est, RDA.
- 1971 - « El Color de la Imagen Abstracta » ; 36 x 2 ; Osvaldo et Roberto Salas. Galería de La Habana, La Havane, Cuba.
- 1974 - « Imágenes de Ayer y Hoy » ; photographies, 60 x 30. Galería Habana, La Havane, Cuba.
- 1975 - 60 x 30. Musée Ignacio Agramonte, Camagüey, Cuba.
- 1976 - « Carnaval 76 ». Centro de Arte Internacional, La Havane, Cuba.
- 1978 - « Imágenes de Cuba ». Salle des conférences de la bibliothèque universitaire de Panama, Panama.
- 1978 - « Imágenes de Nuestra América ». La Havane, Cuba.
- 1979 - « Osvaldo Salas. Fotografía ». Galería de Arte, Instituto Nacional de Cultura (es), Panama.
- 1979 - « Imágenes de Cuba ». Hôtel de ville, Quito, Équateur.
- 1981 - « Estampas de Nicaragua ». Galería Amelia Peláez, La Havane, Cuba ; Théâtre national Rubén Darío (en), Managua, Nicaragua.
- 1981 - « Imágenes de Cuba ». Maison de la culture « Enrique Rodríguez-Loeches », Agramonte, Jagüey Grande, province de Matanzas, Cuba.
- 1981 - « Carnaval Carifesta ». La Barbade.
- 1981 - « Imágenes de la América Nuestra ». Galería Servando Cabrera Moreno, La Havane, Cuba.
- 1982 - Nicaragua et hôpital Frank País de La Havane ; manifestation dans le cadre du Prix cubain de la photographie 1982.
- 1982 - « Imágenes de Cuba ». Centro de Arte 23 y 12, La Havane, Cuba.
- 1982 - « Estampas de Nicaragua ». Galería de Arte Universal, Nueva Gerona, Île de la Jeunesse, Cuba.
- 1982 - « Imágenes de la América Nuestra ». Maison de la culture cubaine, Prague, Tchécoslovaquie.
- 1982 - « Alicia Alonso y el Ballet Nacional ». Galería Amelia Peláez, La Havane, Cuba.
- 1982-1983 - « Imágenes de Cuba ». Exposition itinérante : Moscou, Kiev, Leningrad, Union soviétique
- 1983 - « Osvaldo Salas. Fotografías ». Exposition itinérante : Galería Chapultepec, Mexico ; Durango ; Aguascalientes ; Celaya ; Puebla, Mexique.

1983 - « Imágenes del 26 ». Galería Servando Cabrera Moreno et Unión de Empresas Constructoras Caribe (UNECA), La Havane, Cuba.
- 1983 - « Osvaldo Salas y el Ballet ». Galería Servando Cabrera Moreno, La Havane, Cuba.
- 1983 - « Imágenes de Cuba ». Société de l'amitié suédo-cubaine, Stockholm, Suède.
- 1983 - « Exposición Osvaldo Salas ». Moscou, Union soviétique.
- 1984 - « Osvaldo Salas. 70 Aniversario ». Musée national des beaux-arts, La Havane, Cuba.
- 1984 - « Una joven promesa cumple 70 ». Galería Servando Cabrera el Moreno et Théâtre Karl-Marx, La Havane, Cuba.
- 1984 - « 3 Fotógrafos Cubanos (Salas, Mayito y Marucha) ». Centre culturel, São Paulo, Brésil.
- 1984 - « Osvaldo Salas. 70 Aniversario ». Fondo Cubano de Bienes Culturales, La Havane, Cuba.
- 1984 - « Imágenes de Cuba ». Aéroport international José Martí, La Havane, Cuba  ; Museo de Bellas Artes, La Paz, Bolivie.
- 1985 - « Jazz'85 ». Galería Habana, La Havane ; Varadero, province de Matanzas, Cuba.
- 1985 - « Imágenes de Cuba ». Comité Procochabamba, Bolivie.
- 1985 - « Imágenes de Cuba y del Mundo ». Maison centrale des Forces armées révolutionnaires, La Havane, Cuba.
- 1986 - « Salaschrome ». Galería Domingo Ravenet, La Havane, Cuba.
- 1986 - « Salaschrome »  ; parallèle avec la deuxième biennale de La Havane. Galería Servando Cabrera Moreno, La Havane, Cuba.
- 1988 - « Jazz'88 ». Teatro Nacional, La Havane, Cuba.
- 1988 - « Dos artistas cubanos (Nelson Domínguez/Osvaldo Salas) ». Exposition itinérante : Legnano, Montagnana, Venise, Italie.
- 1988 - « Viaje en torno a una Isla ». Exposition itinérante : Milan, Florence, Venise, Montagnana, Porto del Venede, Diva Garda, Collegno, Italie.
- 1989 - « Estampas de Italia ». Galería Habana, La Havane, Cuba.
- 1989 - « Homenaje un Osvaldo el Salas en su 75 Cumpleaños ». X Semana de la Cultura de Playa. Museo de la Marcha Pueblo Combatiente, La Havane, Cuba.
- 1990 - « Restauración de La Habana Vieja ». Église Santa Rita de Rome (en), Italie.
- 1991 - « Cuba-Québec [Osvaldo Salas-Daniel Mallard] ». Musée de la civilisation, Québec, Canada.
- 1992 - « Alberto Díaz "Korda" y Osvaldo Salas ». Foto-Galería Railowsky, Valence, Espagne.
- 1992 - « Osvaldo Salas. Fotógrafo. Muestra Retrospectiva ». Centro de Prensa Internacional, La Havane, Cuba.
- 1993 - « Exposición Homenaje a dos Fotógrafos Cubanos: Osvaldo Salas y Alfredo Sarabia ». Teatro José Peón Contreras, Yucatán, Mexique.
- 1996 - « Cuba Oscura. Osvaldo y Roberto Salas ». Colorado, États-Unis.
- 1997 - « El Ché 1960-1965. Fotografías de Osvaldo y Roberto Salas ». Galerie Le Monde de l'Art, Paris, France.
- 1999 - « Osvaldo Salas/Roberto Salas ». Galería Fahey/Klein, Los Angeles, Californie, États-Unis.